# Panthea fuscogrisea
Panthea fuscogrisea is een vlinder uit de familie van de uilen (Noctuidae). De wetenschappelijke naam van de soort werd voor het eerst geldig gepubliceerd in 2013 door Behounek, Han en Kononenko.